# Nebrioporus brownei
Nebrioporus brownei är en skalbaggsart som först beskrevs av Guignot 1949.  Nebrioporus brownei ingår i släktet Nebrioporus och familjen dykare. Inga underarter finns listade i Catalogue of Life.